# C/1911 O1
C/1911 O1 (布魯克斯)，也稱為1911 V或布魯克斯彗星，是威廉·羅伯特·布魯克斯在1911年7月發現的一顆明亮彗星。
值得注意的是這顆彗星的亮度達到肉眼可以直接看到的2等，並有一條長達30度，發出明亮鮮明藍光的狹窄直尾巴；在一些彗星中看到這種顏色，通常是一氧化碳離子發射的結果。它引人注目的另一個原因是唯一同時（1911年10月中旬）在天空的同一部位看見的第二顆明亮彗星；另一顆是亮度達到1等，有著金黃色外觀，尾巴長15度的C/1911 S3（Beljawsky）。

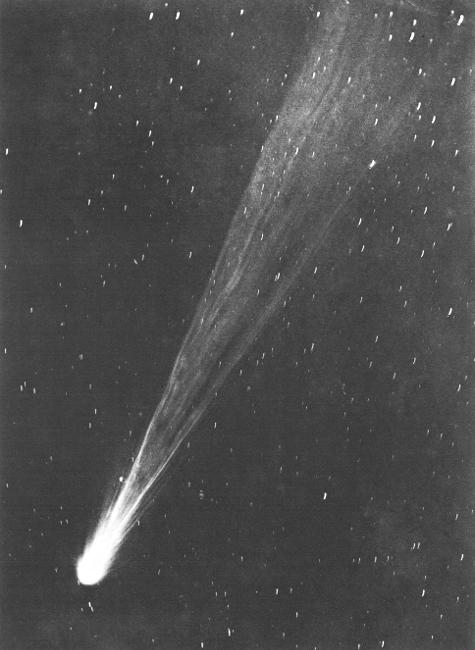
1911年10月19日，不久之前才通過近日點的C/1911 O1 (布魯克斯)。